# Metepeira bengryi
Metepeira bengryi là một loài nhện trong họ Araneidae.
Loài này thuộc chi Metepeira. Metepeira bengryi được miêu tả năm 1958 bởi Archer.